# Lei-zi Fluctus
Il Lei-zi Fluctus è una struttura geologica della superficie di Io.